# ألف سميث (لاعب هوكي الجليد)
ألف سميث (بالإنجليزية: Alf Smith)‏ (و. 1873 – 1953 م) هو لاعب هوكي الجليد كندي، ولد في أوتا، توفي عن عمر يناهز 80 عاماً.

## جوائز
حصل على جوائز منها:
- كأس ستانلي.

## روابط خارجية
- ألف سميث على موقع EliteProspects.com (الإنجليزية)
- ألف سميث على موقع Hockey-Reference.com (الإنجليزية)